# Нерпа (подводная лодка)
«Нерпа» — подводная лодка Черноморского флота Российского императорского флота типа «Морж». Спущена на воду 15 августа 1913 года, первой из лодок своего типа. Принята на вооружение 30 декабря 1914 года. Активно участвовала в Первой мировой войне на Чёрном море. После капитального ремонта в 1923 году вошла в состав Морских сил Чёрного моря, списана в 1930 году.

## Конструкция
Все три подводные лодки типа «Морж» обладали практически одинаковыми тактико-техническими характеристиками. Различие заключалось лишь в дополнительных артиллерийских орудиях, изначально не предусмотренных проектом. «Нерпе» достались два орудия — 47-мм и 57-мм.

## История
Участвовала в Первой мировой войне на Чёрном море. Вела активные боевые действия против турецкого торгового флота, уничтожила 24 небольших судна и парусника общим водоизмещением в 2 443 брт, одна из наиболее результативных подводных лодок Российского Императорского флота (4-е место по Черноморскому флоту).

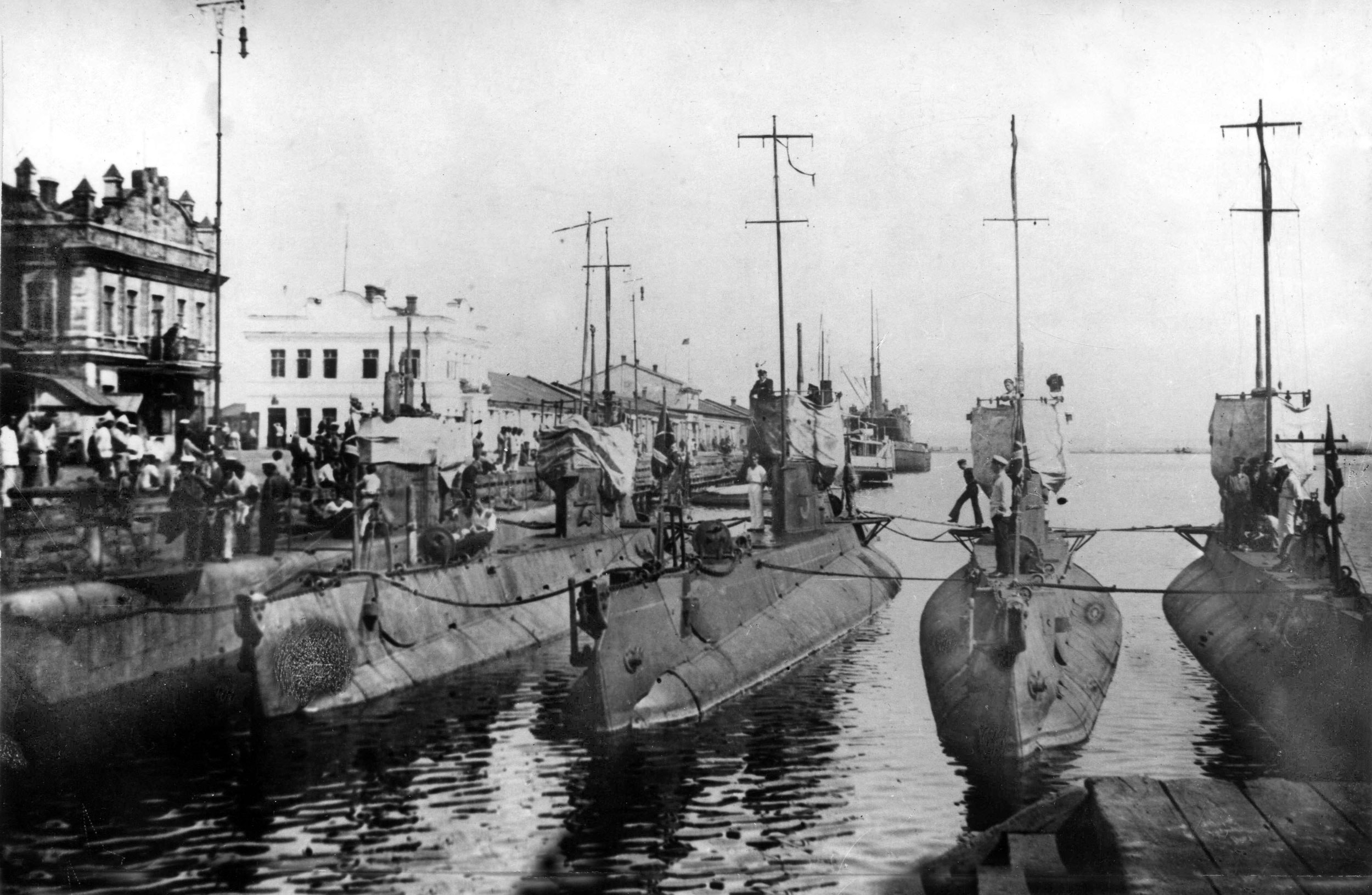
«Политрук» (крайний слева) с дивизионом подводных лодок типа «АГ» в Одессе, начало 1930-х годов

В 1918 году, во время капитального ремонта в Николаеве, захвачена германскими войсками, затем Украинской народной республикой, Красной армией, потом Вооружёнными силами Юга России и снова Красной армией. Капитальный ремонт продлился до 1923 года. Под именем «Политрук» подлодка вошла в состав Морских сил Чёрного моря. Активно использовалась в маневрах вплоть до 1929 года, когда была окончательно списана как устаревшая. 3 декабря 1930 года исключена из состава флота. До начала Великой Отечественной войны корпус «Нерпы» использовался ЭПРОНом для обучения и тренировок водолазов.

## Командиры
- 1914—1915: Б. В. Соловьёв 1-й
- 1915: П. И. Лазаревич-Шепелевич (врио),
- 1915: В. В. Фон Вилькен 3-й (ВРИО)
- 1915—1917: Михаил Васильевич Марков 3-й[2][3][4], по другим источникам Александр Николаевич Марков 4-й[1][5]
- 1917: Н. А. Монастырёв (ВРИО)[6]
- 1917—1918: В. В. Крузенштерн 2-й
- 1920: Ю. В. Пуаре
- 1921: Б. А.Петров
- 1921—1922: П. И. Клопов
- 1922, затем 1923—1924: П. Н. Иванов 18-й
- 1922—1923: А. А. Иконников[6]
- 1924—1925, затем 1926: М. В. Лашманов
- 1925—1926: В. П. Рахмин
- 1926: Е. А. Воеводин (старпом, ВРИО)
- 1926—1929: П. Н. Васюнин
- 1929—1930: Ф. С. Седельников (временно исполняющий обязанности)[7]
- 1930, 1931: Я. А. Солдатов (ВРИО)
- 1931: В. С. Сурин
- 1931—1932: Н. К. Моралев